# Orthografische azimutale projectie
De orthografische azimutale projectie of parallelprojectie is een kaartprojectie die ontstaat door de aardbol af te beelden op een plat vlak vanuit een denkbeeldig oneindig ver weg gelegen punt in de ruimte, zodat de projectielijnen parallel lopen. Deze projectie is daarmee een speciaal geval van de perspectiefprojectie.
De projectie is afstandsgetrouw langs cirkels in vlakken evenwijdig aan het projectievlak (bijvoorbeeld langs parallellen bij een kaart met een pool in het midden), in de zin dat de schaal langs alle cirkels hetzelfde is.